# Гарднер, Франц Яковлевич

Памятник Гарднеру в Парке культуры и отдыха посёлка Вербилки

Франц Яковлевич Гарднер (1714, Великобритания — 1790, Российская империя) — осевший в России шотландский купец, создавший известную фарфоровую фабрику в селе Вербильцы (ныне Вербилки) Дмитровского уезда. Его имя носит Гарднеровский переулок в Москве.

## Биография

### Первый опыт в России
Шотландский купец Фрэнсис Гарднер решил начать дело в России. Сначала в 1746 году он приехал в столицу Санкт-Петербург и сменил имя на Франца Яковлевича. Был записан в соответствующем ведомстве как лесопромышленник. Затем Гарднер переключился на сахарное производство, купив поместья в Малороссии и Крыму. На этом он разбогател и при этом сумел породнить своих детей со знатными дворянскими родами. При своей деятельности в России, Гарднер не принял, подобно многим другим иностранным предпринимателям, российского подданства. Его семья имела дом в селе Новоникольском, который не сохранился до наших дней.

### Фарфоровое производство
Обжившись в столице, Франц Гарднер решил перебраться в Москву, решив что в столице иностранных коммерсантов и так хватает, зато в Москве конкуренции с иностранцами гораздо меньше. В это время ему пришла мысль устроить фарфоровую фабрику, для чего он стал искать удобные места и делал опыты с глиной в Гжельском районе, где уже давно было производство глиняных или полуфаянсовых изделий.

### Фабрика в Вербилках
Прежде чем открыть свою фабрику, Гарднер много поездил по России — от Соловков до Сибири, выискивая особую глину для фарфора. Лучший вариант он нашёл в уже знакомой ему Малороссии — на Черниговщине (так называемую «глуховскую»). Решив вопрос с сырьём, Гарднер дал обещание «завалить» Империю собственной фарфоровой посудой, дабы не платить за импортную (например, мейсенский фарфор). Он рассчитывал получить от властей определённые льготы, например, две сотни душ крепостных, полагая, что они не расскажут секреты конкурентам. Но Гарднеру отказали. По законам Российской империи, владеть крестьянами могли лишь дворяне и резиденты, а другим это не дозволялось.

Мемориальная доска на проходной завода.

В итоге Гарднер купил у князя Николая Урусова землю в Дмитровском уезде и подал в Мануфактур-коллегию при челобитной заявку с купчей на открытие фабрики в 1765 году. Уже на следующий год, 7 марта (24 февраля по старому стилю) 1766 года, разрешение было получено и состоялось официальное открытие фабрики. В указе было сказано, что Гарднер «вознамерился таковую фабрику собственным своим иждивением… завесть и содержать». Купчую же на крестьян пришлось оформлять и вовсе на подставное лицо — на нового гарднеровского знакомого, некоего помещика Вырубова. В организации фабрики принимали участие старший сын Гарднера и профессор Женевского Университета Франц Гаттенберг, иностранец, которого вскоре вызвали в Петербург для заведования Императорским фарфоровым заводом. Обосновавшись в Вербилках, Гарднер сначала занимался изготовлением опытного фарфора в малых количествах.
В 1777 году помещик Вырубов попал в тюрьму за воровство, и Гарднеру грозила потеря всех крепостных, как части собственности осуждённого. Англичанин нашёл выход, срочно изготовив для императрицы Екатерины II орденский сервиз Георгиевский. В 1778—1783 годах было выпущено ещё три: Андреевский, Александровский и Владимирский. Все они были предназначены для приёмов в честь кавалеров этих орденов. Первый же сервиз очень понравился Екатерине II, и Гарднер удостоился высочайшей аудиенции. Хотя гордый англичанин отклонил предложение императрицы принять российское подданство, свою фабрику он спас. Сразу после приема «на самом верху» московский генерал-губернатор пожаловал Гарднеру право ставить на его изделиях изображение московского герба, своё покровительство английскому коммерсанту обещал и бывший управляющий Императорским фарфоровым заводом князь Юсупов.
Наряду с «эксклюзивом», предназначенным для императорских дворцов и домов высшей аристократии, Гарднер, обладавший прирождённым даром к коммерции, наладил и массовый выпуск фарфоровой посуды. Она высоко ценилась в России, и многие, кому не по карману было покупать импортный саксонский фарфор, охотно приобретали «родной», гарднеровский.
Когда Франц Гарднер умер, его детище считалось лучшим частным фарфоровым заводом в России. Дело продолжили наследники, в частности, завод перешёл старшему сыну Францу Францевичу, ненадолго пережившему отца.